# رافائل آقایف
رافائل آقایف (به لاتین: Rəfael Ağayev) (زاده ۴ مارس ۱۹۸۵، سومقاییت) کاراته کار ملی پوش کشور آذربایجانی در بخش کومیته است. آقایف یکی از کاراته کاهای معروف در سطح جهان نامداران این رشته‌است. وی ۲۳ بار مدال طلای جهانی را کسب کرده‌است.

## نوجوانی و جوانی
آقایف در هفت سالگی به فوتبال مشغول شد و همزمان، آموزش‌های کاراته را با راهنمایی رافائل ممدوف، اولین مربی خود آغاز کرد. او چندین سال آموزش دید و با شرکت در اولین مسابقه ملی مورد توجه و دعوت قرار گرفت تا تحت هدایت فیزولی موسایف در یکی از باشگاه‌های ورزشی معروف آذربایجان به نام بودوکان، تمرین کند. en:Rafael Aghayev#:~:text=Rafael Aghayev (Azerbaijani: Rafael Ağayev,European Champion in his discipline.
آقایف پس از فارغ‌التحصیلی از دبیرستان شماره ۲۱ در سال ۲۰۰۳، وارد رشته ورزش‌های رزمی در آکادمی دولتی فرهنگ جسمی و ورزشی جمهوری آذربایجان شد و در سال ۲۰۰۷ به عنوان مربی ویژه کاراته فارغ‌التحصیل شد. وی قبل از انتقال به باشگاه ورزشی مرکزی وزارت دفاع به دلیل داشتن عنوان یک ورزشکار آینده دار، از سال ۲۰۰۷ تا ۲۰۰۸ در نیروهای مسلح آذربایجان در منطقه آغج آبادی خدمت می‌کرد. پدر آقایف عشق به ورزش را در سه پسرش تشویق می‌کرد و از این رو، آقایف قصد داشت در دو و میدانی کار کند. برادر بزرگ‌تر او روسلان در جودو آموزش دید و دومین برادر بزرگ‌تر او، رستم بوکسور شد.

## ورزش قهرمانی
در اولین حضور خود در مسابقات قهرمانی کشوری جمهوری آذربایجان، رافائل پیروزی قاطعانه ای بر همه رقبای خود کسب کرد و مورد توجه رئیس فدراسیون ملی کاراته، یاشار باشیروف قرار گرفت که وی پتانسیل زیادی را در رافائل و تاکتیک‌های مبارزه ای غیرمعمول او می‌دید. آقایف بسیار کوشا بود و انگیزه زیادی برای پیروزی داشت، اما فاقد تجربه بین‌المللی بود. او برای اولین بار در تیم ملی در سال ۱۹۹۷، در مسابقات آزاد جهانی مجارستان به مبارزه پرداخت. در این مسابقات به عنوان اولین نمایشش در عرصه بین‌المللی، موفق نبود، اما سال بعد او قهرمان مسابقات آزاد انگلیس شد و از آن پس عملکرد بسیار خوبی داشت.
وی در اولین قهرمانی جهان در رده نوجوانان و جوانان که در سال ۲۰۰۱ در آتن برگزار شد، در مسابقات تیمی مقام سوم را کسب کرد. او در بیست و نهمین و سی امین دوره مسابقات کاراته قهرمانی اروپا در رده نوجوان موفق به کسب مدال طلا شد. روند رو به رشد او همین‌طور ادامه داشت تا در اولین حضور خود در مسابقات قهرمانی بزرگسالان جهان که در سال ۲۰۰۶ در فنلاند برگزار شد توانست مدال طلا را کسب کند و برای اولین بار قهرمان بزرگسالان جهان شود.

### دو قهرمانی در یک مسابقه
در سال ۲۰۰۸ و در هجدهمین دوره مسابقات قهرمانی جهان در توکیو، رافائل نتیجه ای خیر کننده به دست آورد. او توانست در وزن -۷۰ و وزن آزاد دو نشان طلا از آن خود کند. او مورد توجه کاراته کاهای دنیا قرار گرفت و  آنتونیو اسپینوزا، رئیس فدراسیون جهانی کاراته، پس از این رقابت‌ها او را «الماس جهان کاراته» نامید.
پس از این و تا سال ۲۰۱۳ آقایف در ۱۰ مسابقه در سطح قاره ای و جهانی شرکت کرد که در همه مسابقات توانست کسب مدال کند که ۷مدال در این میان، مدال طلا بودند.

### تاثیرگذاران در مسیر قهرمانی
هدایت شعبانوف، مربی تیم بزرگسالان، نقش مهمی در کارنامه آقایف داشت. شعبانوف بیش از هشت سال او را آموزش داد و در پیروزی‌هایش شریک بود. به دلیل دستاوردهای برجسته ورزشی در صحنه بین‌المللی، آقایف بارها از کمیته ملی المپیک، وزارت جوانان و ورزش جمهوری آذربایجان جوایزی دریافت کرده‌است و چندین سال متوالی در بین ده ورزشکار برتر این کشور قرار داشته‌است. وی از طرف اسپانسر رسمی فدراسیون، بانک بین‌المللی آذربایجان، کلیدهای یک آپارتمان جدید در یکی از مناطق نخبه شهر و همچنین یک آئودی Q7 را دریافت کرد.

در ژوئن ۲۰۱۵، آذربایجان کشور میزبان بازی‌های افتتاحیه اروپا بود. او که در کاراته و به‌طور خاص در وزن ۷۵ کیلوگرم کومیته شرکت می‌کرد، مدال طلا کسب کرد.